# Torsås Korrespondensgymnasium

Torsås Korrespondensgymnasium är en kommunal gymnasieskola som bedriver distansutbildning på gymnasienivå. Skolan har riksintag, vilket innebär att elever från hela Sverige kan läsa sin gymnasieutbildning på Korrespondensgymnasiet, eller "Korr" som skolan brukar kallas. Skolan erbjuder fyra gymnasieprogram, humanistiskt, naturvetenskapligt, samhällsvetenskapligt och ekonomiskt.